# Eventos culturais nos Jogos da Francofonia de 2009
Nos Jogos da Francofonia de 2009 foram realizados concursos de sete modalidades culturais: canto, conto, dança criativa, literatura, pintura, fotografia e escultura.

## Quadro de medalhas
| Ordem | País                           |   |   |   |    |
| 1     | Canadá - Quebéc                | 2 |   |   | 2  |
| 2     | Canadá                         | 1 | 1 | 1 | 3  |
| 3     | Macedónia do Norte             | 1 |   |   | 1  |
| 3     | República Democrática do Congo | 1 |   |   | 1  |
| 3     | Maurícia                       | 1 |   |   | 1  |
| 3     | Suíça                          | 1 |   |   | 1  |
| 7     | Líbano                         |   | 2 |   | 2  |
| 8     | França                         |   | 1 | 2 | 3  |
| 9     | Camarões                       |   | 1 | 1 | 2  |
| 10    | Burquina Fasso                 |   | 1 |   | 1  |
| 11    | Ruanda                         |   | 1 |   | 1  |
| 12    | Roménia                        |   |   | 2 | 2  |
| 13    | Burundi                        |   |   | 1 | 1  |
| TOTAL | TOTAL                          | 7 | 7 | 7 | 21 |

## Medalhistas
| Evento         | Ouro                                                    | Prata                             | Bronze                           | Menções especiais                                                                |
| Fotografia     | CAN Canadá Geneviève Thauvette                          | FRA França Marielsa Niels         | ROU Romênia Laurentiu Nastasa    | BUL Bulgária Grisha Grigorov                                                     |
| Pintura        | MKD Macedônia do Norte Aleksandra Petrusevska           | LIB Líbano Oussama Baalbaki       | ROU Romênia Liliana Rusu         | Nenhuma                                                                          |
| Escultura      | CQC Julie Picard                                        | CAN Canadá Sarah Beck             | CMR Camarões Jean-Fostin Amougou | ROU Romênia Liviu Epuras                                                         |
| Literatura     | COD República Democrática do Congo Fiston Mwanza Mujila | LIB Líbano Caroline Haten         | BDI Burundi Roland Lewis Rogero  | CAN Canadá Stéphanie Filion FRA França Jean-Baptiste Navlet CQC Valérie Fourgues |
| Conto          | CQC Mathieu Lippé                                       | BUR Burquina Fasso Gérard Kietega | FRA França Julien Tauber         | Nenhuma                                                                          |
| Dança criativa | MRI Maurício SR Dance Company                           | RWA Ruanda Companhia Amizero      | FRA França Aurélien Kairo        | Nenhuma                                                                          |
| Canto          | SUI Suíça Nicolas Fraissinet                            | CMR Camarões Fotso Kareyce        | CAN Canadá Karkwa                | Nenhuma                                                                          |